# 袁洵
袁洵（4世紀—453年），表字不詳，陳郡陽夏人。南朝宋官員，袁豹之子，在宋官至吳郡太守。

## 生平
父親袁豹於東晉義熙九年（413年）去世，次年因其曾參與平滅譙蜀的功勳獲追封南昌縣五等子，並由袁洵繼襲。元嘉年間歷仕高位，元嘉二十年（443年），年僅十二歲的廬陵王劉紹任南中郎將，江州刺史，袁洵就擔任其長史、領尋陽太守。由於刺史年小，故州事其實都由袁洵處理。後來袁洵轉任吳郡太守。
元嘉三十年（453年），太子劉劭弒父即位，加袁洵建威將軍，並讓其置佐吏。其武陵王劉駿等起兵討伐劉劭，安東將軍、會稽太守隨王劉誕也起事，並檄命袁洵為前鋒，加其輔國將軍。同年劉劭被消滅，但袁洵不久亦去世，獲朝廷追贈征虜將軍，賜諡號貞。

## 家庭

### 妻
- 蔡氏，蔡廓女。

### 子女
- 袁顗，襲爵，官至雍州刺史，在宋明帝與晉安王劉子勛爭奪天下時支持劉子勛，兵敗被殺。
- 袁覬，官至司徒從事中郎、武陵內史，早卒。